# Onthophagus virescens
Onthophagus virescens là một loài bọ cánh cứng trong họ Bọ hung (Scarabaeidae).